# Riesen-Goldrute
Die Riesen-Goldrute (Solidago gigantea), auch Späte Goldrute, Hohe Goldrute und Stolzer Heinrich genannt, ist eine Pflanzenart in der Familie der Korbblütengewächse (Asteraceae). Die Trivialnamen sind insofern verwirrend, als die hier beschriebene Art sowohl früher blüht als auch im Allgemeinen kleiner bleibt als die Kanadische Goldrute (Solidago canadensis).

## Beschreibung

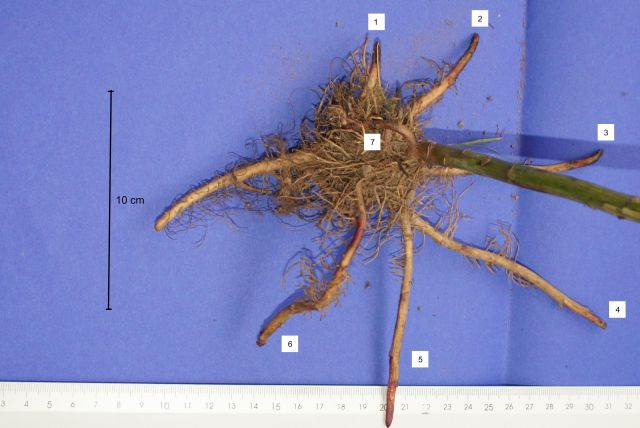
Unterirdische Pflanzenteile

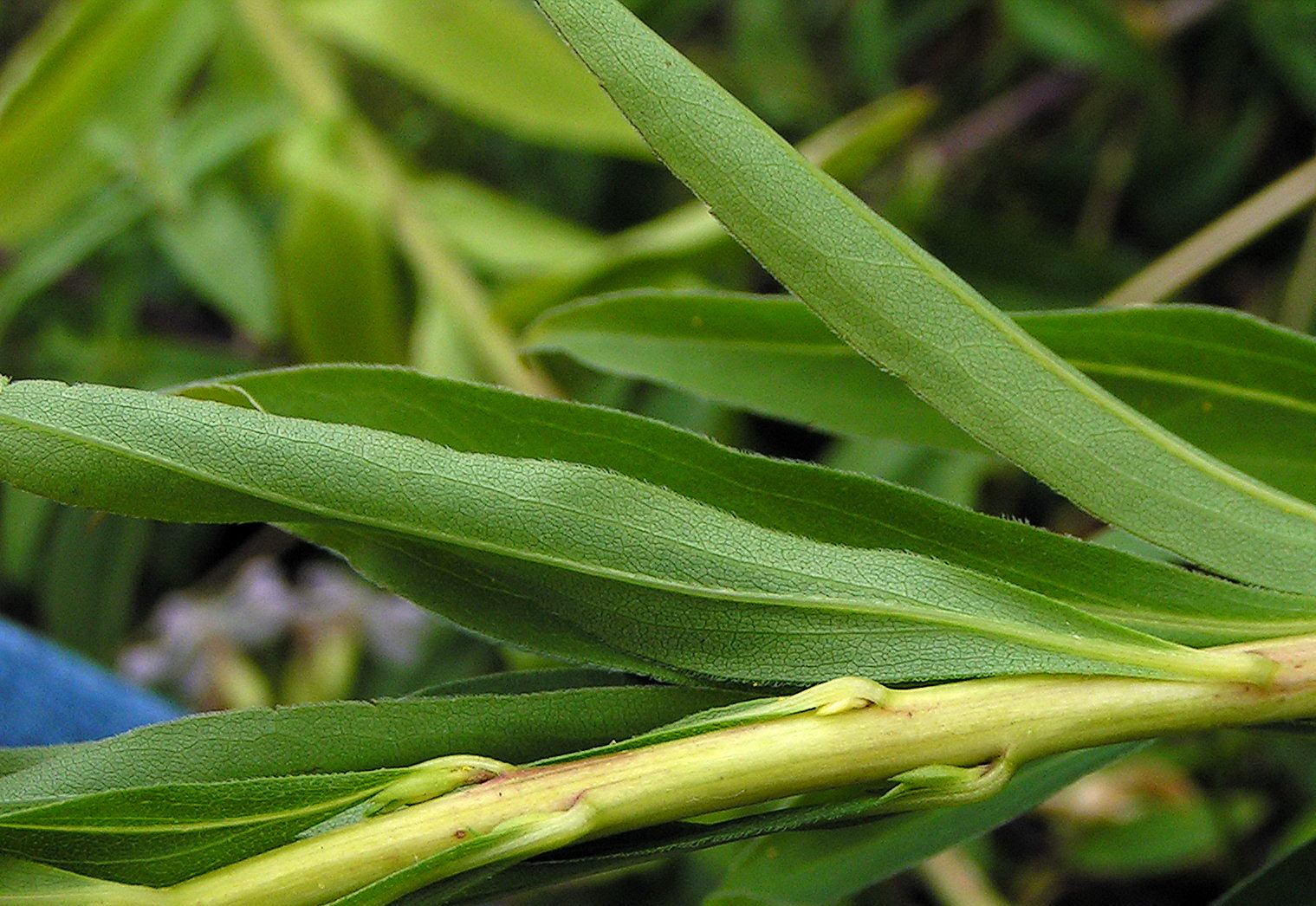
Stängel mit wechselständigen Laubblättern

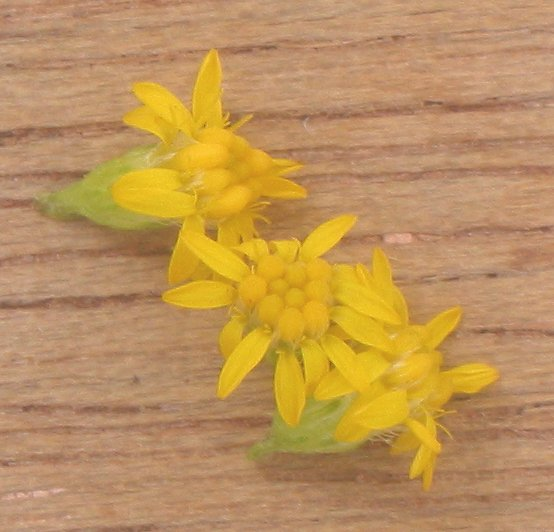
Die kleinen Blütenkörbchen mit wenigen Zungen- und Röhrenblüten

### Vegetative Merkmale
Die Riesen-Goldrute ist eine ausdauernde krautige Pflanze, die Wuchshöhen von 50 bis 200, selten bis zu 250 Zentimetern erreicht. Die Rhizome sind 50 bis 150 Zentimeter, selten bis 250 Zentimeter lang. Ihr Stängel ist dicht beblättert, nur im Bereich des Blütenstands verzweigt, kahl, rot, oft bläulich bereift und höchstens im oberen Teil etwas behaart.
Die Laubblätter sind mittelgrün, sitzend, im unteren Teil länglich-eiförmig und nach oben hin zusehends schmal-lanzettlich, am Rand meist gesägt, selten ganzrandig und die Unterseite deutlich gerippt.

### Generative Merkmale
Die Blütezeit reicht von Ende Juli bis Oktober. Der pyramidenförmige, aufrechte allseitswendige und wenig verzweigte, traubenförmige rispige Gesamtblütenstand enthält zahlreiche kurz gestielte, nach oben gerichtete, körbchenförmige Teilblütenstände. Die einen Durchmesser von 2 bis 8 Millimeter aufweisenden Blütenkörbchen enthalten Röhren- und Zungenblüten. Der Körbchenboden ist kahl. Die Zungenblüten sind etwas länger als die 3 bis 4 Millimeter lange Hülle.
Die Chromosomenzahl beträgt 2n = 18 oder 36.
Die Früchte sind eiförmige bis Zylindrische Achänen, an der Spitze mit borstig-fedrigem Pappus. Pro Fruchtstand können bis zu 15000 Flugfrüchte ausgebildet werden.

## Ökologie
Die Riesen-Goldrute ist ein Wurzel-Kriechpionier und kann deshalb durch klonales Wachstum ihrer Rhizome dichte Bestände bilden, die über 300 Sprosse/m² aufweisen können. Durch die gut wachstumsfähigen Rhizomfragmente kann sich diese Art vegetativ ausbreiten, auch mit Gartenabfällen.
Die Bestäubung erfolgt durch Bienen und Hummeln. Es werden  sehr zahlreiche Flugfrüchte (etwa 15000 pro Fruchtstand) produziert, die vom Spätherbst bis zum Frühjahr mit dem Wind ausgebreitet werden.
Trotz ihrer weiten Verbreitung in Deutschland, die oft in dichten Beständen erfolgt, richten Goldruten in schutzwürdigen Biotopen relativ wenig Schaden für die Pflanzen- und Tierwelt an, da meist ruderale Standorte besiedelt werden. Außerdem sollte man bedenken, dass ihre Blüten im sonst blütenarmen Spätsommer zahlreichen Wildbienen, Tagfaltern und Schwebfliegen Nahrung bieten. (2009 zeigten Forschungsergebnisse, dass Goldrutenvorkommen einer weitaus artenärmeren Bestäubergemeinschaft Lebensraum bieten können als die durch sie verdrängte Vegetation.)
Jedoch muss erwähnt werden, dass sich gerade in Hochtälern und anderen Biotopen – welche den jetzigen sich verändernden klimatischen Verhältnissen nicht so spontan gewachsen sind – die Goldrute verstärkt ausbreitet, da sie sich als Assimilant auf verändernde biotische Faktoren recht gut einstellen kann. So ist es nur eine Frage der Zeit, bis sie einheimische Arten verdrängt.

## Vorkommen
Die Riesen-Goldrute ist ursprünglich in den USA und im südlichen Kanada verbreitet. Sie ist vor etwa 100 Jahren als Zierpflanze und Bienenweide nach Europa eingeführt worden, inzwischen verwildert und eingebürgert, also ein Neophyt. Außer in Europa ist sie aber auch ein Neophyt in Japan, im Libanon, auf den Azoren und in Mexiko. In der Schweiz wurde sie in die Schwarze Liste der invasiven Neophyten aufgenommen und der Freisetzungsverordnung unterstellt.
Man findet sie in Mitteleuropa vor allem in verlichteten Auenwäldern, an Ufern und Schuttplätzen. Sie liebt feuchten, stickstoffhaltigen Lehmboden. Nach Ellenberg ist es eine Lichtpflanze und eine Klassencharakterart ausdauernder Stickstoff-Krautfluren (Artemisietea vulgaris).
In den Allgäuer Alpen steigt sie an der Höflealphütte in Bayern in eine Höhenlage von bis zu 1200 Metern auf.

## Inhaltsstoffe und Verwendung
Die getrockneten, ganzen oder zerkleinerten, blühenden, oberirdischen Pflanzenteile werden als Teedroge verwendet. Wichtige Inhaltsstoffe sind Flavonoide und Triterpensaponine. Sie wirken harntreibend, krampflösend und entzündungshemmend. Dementsprechend werden Zubereitungen aus der Pflanze zur Durchspülungstherapie bei entzündlichen Erkrankungen der ableitenden Harnwege, bei Harnsteinen und Nierengrieß angewendet.